# Capnia arapahoe
Capnia arapahoe is een steenvlieg uit de familie Capniidae. De wetenschappelijke naam van de soort is voor het eerst geldig gepubliceerd in 1988 door Nelson & Kondratieff.